# UFC on FX 6
UFC on FX 6: Sotiropoulos vs. Pearson（ユーエフシー・オン・エフエックス・シックス：ソテロポロス・バーサス・ピアソン）は、アメリカ合衆国の総合格闘技団体「UFC」の大会の一つ。2012年12月15日、オーストラリア・クイーンズランド州ゴールドコーストのゴールドコースト・コンベンションセンターで開催された。

## 大会概要
本大会ではThe Ultimate Fighter Smashes決勝とジョージ・ソテロポロスとロス・ピアソンによるコーチ対決が組まれた。
キャリア7戦全勝のマイク・ウィルキンソン、5戦全勝のブレンダン・ラフレーニがUFCデビュー。

### カード変更
負傷などによるカードの変更は以下の通り。
- エディ・メンデス → コーディ・ドノヴァン（第1試合）

- カイル・ノーク → マイク・ピアース（第4試合）

- アンソニー・ペロシュ → イゴール・ポクラヤッチ（第5試合）

- ハクラン・ディアス → ヤオツィン・メザ（第6試合）

- クシシュトフ・ソシンスキー vs. エドゥナルド・オリヴェイラ → オリヴェイラの負傷により中止

## 試合結果

### プレリミナリーカード
第1試合 ライトヘビー級ワンマッチ 5分3R
○  コーディ・ドノヴァン vs.  ニック・ペナー ×
1R 4:35 KO（左フック→パウンド）
第2試合 ライト級ワンマッチ 5分3R
○  マイク・ウィルキンソン vs.  ブレンダン・ラフレーニ ×
3R終了 判定3-0（29-28、29-28、29-28）
第3試合 ウェルター級ワンマッチ 5分3R
○  ベン・アロウェイ vs.  マニュエル・ロドリゲス ×
1R 4:57 KO（前蹴り→パウンド）
第4試合 ウェルター級ワンマッチ 5分3R
○  マイク・ピアース vs.  セス・バジンスキー ×
3R終了 判定3-0（30-27、29-28、29-28）
第5試合 ライトヘビー級ワンマッチ 5分3R
○  ジョーイ・ベルトラン vs.  イゴール・ポクラヤッチ ×
3R終了 判定3-0（30-27、30-27、30-27）
※ベルトランの薬物検査失格によりノーコンテスト。
第6試合 フェザー級ワンマッチ 5分3R
○  チャド・メンデス vs.  ヤオツィン・メザ ×
1R 1:55 KO（右フック→パウンド）

### メインカード
第7試合 ミドル級ワンマッチ 5分3R
○  ヘクター・ロンバード vs.  ホジマール・パリャーレス ×
1R 3:38 KO（左フック→パウンド）
第8試合 TUF Smashesライト級トーナメント 決勝 5分3R
○  ノーマン・パーク vs.  コリン・フレッチャー ×
3R終了 判定3-0（30-27、29-28、29-28）
※パークがトーナメント優勝。
第9試合 TUF Smashesウェルター級トーナメント 決勝 5分3R
○  ロバート・ウィテカー vs.  ブラッド・スコット ×
3R終了 判定3-0（29-28、29-28、29-28）
※ウィテカーがトーナメント優勝。
第10試合 ライト級ワンマッチ 5分5R
○  ロス・ピアソン vs.  ジョージ・ソテロポロス ×
3R 0:41 TKO（右フック→パウンド）

### 各賞
ファイト・オブ・ザ・ナイト： コーディ・ドノヴァン vs. ニック・ペナー
ノックアウト・オブ・ザ・ナイト： ベン・アロウェイ
サブミッション・オブ・ザ・ナイト： 該当者なし
各選手にはボーナスとして4万ドルが支給された。